# Eupithecia castellata
Euphithecia castellata es una especie de polilla de la familia Geometridae. La especie fue descrita por primera vez por Harrison Gray Dyar habiendo sido descrita en 1944, con distribución en el oeste de Estados Unidos. El holotipo de la especie fue descrita en Castella, de ahí el nombre de la especie. Por sus características morfológicas, E. castellata pertenece al grupo de especies norteamericana Eupithecia palpata.

## Descripción
Es una polilla de pequeño tamaño con una envergadura de 19 milímetros (0,7 plg) y de color gris plateado oscuro. Cuenta con marcas negras, distintas, marcadamente dentadas y un punto discal negro en el medio de la celda y uno al final.: Notas 1  Tiene también algunas líneas finas a lo largo del espacio medio; una línea exterior marcadamente dentada, incurvada entre las venas 7 y 3 y dos líneas subterminales, paralelas, dentadas, que se juntan en el ángulo anal donde hay un punto blanco leve o grande.: Notas 1  El ala trasera tiene la mitad costal de color gris negruzca con la mitad interior amarillenta, pareciendo descolorida y tres líneas negruzcas medianas con una crenulada submarginal uniformemente curvadas.